# Petr Adamík
Petr Adamík (* 29. března 1952 Gottwaldov) je bývalý československý hokejový obránce.

## Hráčská kariéra
V sezóně 1968/1969 hrál v dresu TJ Gottwaldov dorosteneckou ligu, tým vyhrál skupinu a ve finále o titul přeborníka ČSSR bez ztráty bodu se stal mistrem republiky. Ligovou kariéru v nejvyšší hokejové soutěži ve stejném dresu zahájil v následující sezóně 1969/1970 jako sedmnáctiletý, kdy spolu s dalšími odchovanci dostal šanci. Bohužel týmu se v sezóně nedařilo, před začátkem sezóny se nepodařilo zkušeného trenéra, tým skončil poslední a z nejvyšší soutěže po šesti letech sestoupil.
Po přestupu do jihlavské Dukly jako náhrada za Ladislava Šmída hned v první sezóně získal mistrovský titul. V týmu vydržel dalších 12 let, během kterých přidal tituly ještě čtyři, k tomu 4 druhá a 2 třetí místa. Pouze ve dvou sezónách tým nezískal medailové umístění. Historicky Petru Adamíkovi patří druhé místo v počtu odehraných zápasů za Duklu. Celkem to bylo 525 zápasů, v nichž vstřelil 37 gólů a na 82 nahrál.
Jako reprezentant se zúčastnil jednoho šampionátu, a to MS 1973 v Moskvě, kde získal bronzovou medaili. V reprezentačním dresu odehrál celkem 9 zápasů.